# Drosera marchantii
Drosera marchantii är en sileshårsväxtart som beskrevs av De Buhr. Drosera marchantii ingår i släktet sileshår, och familjen sileshårsväxter.
Artens utbredningsområde är:
- Ashmore-Cartieröarna.
- Western Australia.

## Underarter
Arten delas in i följande underarter:
- D. m. marchantii
- D. m. prophylla